# Garlandstone
Le Garlandstone est un ancien caboteur à voile lancé en 1909. Il est actuellement à Morwellham Quay dans le Devon, en attente de restauration.
Il est enregistré comme bateau du patrimoine maritime du Royaume-Uni par le National Historic Ships UK  en 1993 et au registre de la National Historic Fleet.

## Histoire
Garlandstone est le dernier voilier marchand en bois à être construit dans le sud de l'Angleterre. Débuté en 1903, il a été terminé six ans plus tard en 1909 en attente de trouver un acheteur. Il a été enregistré au port de Milford Haven le 27 janvier 1909.
Ce caboteur côtier pouvait emmener 100 tonnes de cargaison. En 1912, il a été équipé d'un moteur construit par Brazil Straker & Co. Ltd de Bristol. Il commerça, avant la seconde guerre mondiale, essentiellement avec l'Irlande. Durant la guerre, il fut rééquipé d'un nouveau moteur plus moderne et utilisé principalement sur le canal de Bristol. Quelques années plus tard, il fut vendu à un américain qui le convertit en yacht de croisière.
Dans les années 1970, abandonné, il est récupéré par le National Museum du Pays de Galles. Racheté depuis, il attend une restauration à Morwellham Quay (en) dans le Devon.